# Rhoicinus lugato
Rhoicinus lugato là một loài nhện trong họ Trechaleidae.
Loài này thuộc chi Rhoicinus. Rhoicinus lugato được miêu tả năm 1994 bởi Höfer & Antonio D. Brescovit.